# Constantă crioscopică
În termodinamică, constanta crioscopică, Kt, leagă molalitatea cu scăderea punctului de îngheț (care este o proprietate coligativă).
Constanta crioscopică este o mărime fizică intensivă.

## Definiție
Constanta crioscopică este raportul dintre scăderea punctului de îngheț și molalitate:
{\displaystyle K_{t}={\frac {\Delta T_{t}}{i\,b}}}
unde
{\displaystyle \Delta T_{t}} este scăderea punctului de îngheț, definit ca diferența de temperatură dintre punctul de îngheț {\displaystyle T_{t}^{0}} al solventului pur și punctul de îngheț {\displaystyle T_{t}} al soluției;
i este factorul van 't Hoff, numărul de particule pe care le formează substanța dizolvată când este dizolvată;
b este molalitatea soluției.

## Descriere
Prin crioscopie, o constantă cunoscută poate fi utilizată pentru a calcula o masă molară necunoscută. Termenul de „crioscopie” înseamnă „măsurarea înghețului” în limba greacă. Scăderea punctului de îngheț este o proprietate coligativă, deci ΔT depinde doar de numărul de particule dizolvate, nu de natura acelor particule. Crioscopia este similară ebulioscopiei, care determină aceeași valoare din constanta ebulioscopică (a creșterii punctului de fierbere).
Valoarea lui Kt, care depinde de natura solventului, poate fi calculată din următoarea ecuație:
{\displaystyle K_{t}={\frac {RMT_{t}^{2}}{1000\Delta H_{top}}}}
unde
R este constanta universală a gazului ideal,
M este masa molară a solventului,
Tt este punctul de îngheț al solventului pur, în K,
ΔHtop este entalpia de topire molară a solventului.
Constanta Kt pentru apă este 1,853 K·kg/mol.
Constanta crioscopică, deoarece este o mărime fizică care depinde de natura substanțelor, caracterizează sistemul termodinamic la care se referă, fiind astfel o proprietate termodinamică. Deoarece nu depinde de mărimea sistemului, este o proprietate intensivă.